# Scolopendrellopsis sensiferis
Scolopendrellopsis sensiferis är en mångfotingart som beskrevs av Hilton 1931. Scolopendrellopsis sensiferis ingår i släktet smaldvärgfotingar, och familjen slankdvärgfotingar. Inga underarter finns listade i Catalogue of Life.